# Fútbol playa en los Juegos Bolivarianos de Playa
El fútbol playa es un evento en los Juegos Bolivarianos de Playa desde la primera edición de los juegos en 2012 en Lima, Perú. Se celebra un evento, el torneo masculino.
El evento es disputado por los miembros de la ODEBO (Bolivia, Chile, Colombia, Ecuador, Panamá, Perú y Venezuela), más otras naciones vecinas invitadas que no son miembros de la ODEBO.
Paraguay es el equipo más exitoso, ya que obtuvo dos medallas de oro y es el único país que ha obtenido una medalla en las tres ediciones del evento hasta la fecha.

## Palmarés
| Año          | Sede      | · Oro             | Final Resultado   | · Plata           | · Bronce          | Resultado         | 4º lugar          |
| ------------ | --------- | ----------------- | ----------------- | ----------------- | ----------------- | ----------------- | ----------------- |
| 2012 Detalle | Lima      | Paraguay          | 6:5 (pró.)        | Venezuela         | Perú              | 5:3               | El Salvador       |
| 2014 Detalle | Huanchaco | Paraguay          | 6:5               | El Salvador       | Ecuador           | 5:5 (5:4 pen.)    | Chile             |
| 2016 Detalle | Iquique   | El Salvador       | 5:3               | Paraguay          | Chile             | 6:4               | Ecuador           |
| 2019         | Vargas    | Edición cancelada | Edición cancelada | Edición cancelada | Edición cancelada | Edición cancelada | Edición cancelada |

## Medallero
| País        | Oro | Plata | Bronce | Total |
| ----------- | --- | ----- | ------ | ----- |
| Paraguay    | 2   | 1     | 0      | 3     |
| El Salvador | 1   | 1     | 0      | 2     |
| Venezuela   | 0   | 1     | 0      | 1     |
| Chile       | 0   | 0     | 1      | 1     |
| Ecuador     | 0   | 0     | 1      | 1     |
| Perú        | 0   | 0     | 1      | 1     |
| Total       | 3   | 3     | 3      | 9     |